# غاديا (شهر)
جاديا ( المندائية الكلاسيكية: ࡂࡀࡃࡉࡀ ), والمعروفة أيضًا باسم Ṭabit ( المندائية الكلاسيكية: ࡈࡀࡁࡉࡕ ),  يعتبر الشهر الثاني عشر من التقويم المندائي . 
يمارس المندائيون صيامًا خفيفًا في اليومين الثامن والعشرين والتاسع والعشرين من شهر غاديا. أما اليوم الثلاثين والأخير من غاديا فهو ليلة رأس السنة . ينظف المندائيون ويغسلون جميع أفراد المنزل، ويؤدون طقوس التعميد، ويشترون ملابس جديدة استعدادًا للعام الجديد . 
وهو الاسم المندائي لكوكبة الجدي .  ويقابل حاليًا شهري يونيو/يوليو في التقويم الميلادي بسبب عدم وجود سنة كبيسة في التقويم المندائي.
الترتيب داخل التقويم وعدد الأيام
- هو الشهر الثاني عشر من السنة  .
- يتكون من 30 يومًا  .

الفصل والمواقيت الموازية
- يوافق فصل الخريف (paiz) في التقويم المندائي  .
- حاليًا يمتد بشكل تقريبي إلى شهري يونيو/يوليو في التقويم الجريجوري، وذلك بسبب غياب نظام السنة الكبيسة في التقويم المندائي  .

الطقوس والمناسبات
- يُمارس الصوم الخفيف خلال الأيام 28 و29 من هذا الشهر  .
- اليوم العاشر والثلاثون (الأخير) يُعرف باسم Kanshi u-Zahli أو “ليلة رأس السنة”:
  - يتضمن الاحتفال بغسل وتنظيف البيت بالكامل.
  - تُجرى طقوس المعمودية (Baptism) وتجري التهيئة لاستقبال السنة الجديدة، بما في ذلك شراء ملابس جديدة.
  - عند غروب الشمس، يغلق المندائيون أبواب بيوتهم ويتركونها مغلقة لمدة 36 ساعة، تكريمًا لـ “تجمّع الملائكة في السماء”  .

أصل التسمية
- يعود اسم “غاديا” إلى التسمية المندائية للشهر، في حين أن “Ṭabit” هو اسم بديل  .
- يُشتق الاسم من كوكبة الجدي (Capricornus)، ما يعكس ارتباطًا فلكيًا وتاريخيًا للتقويم[5]